# 富山県道375号富山朝日自転車道線

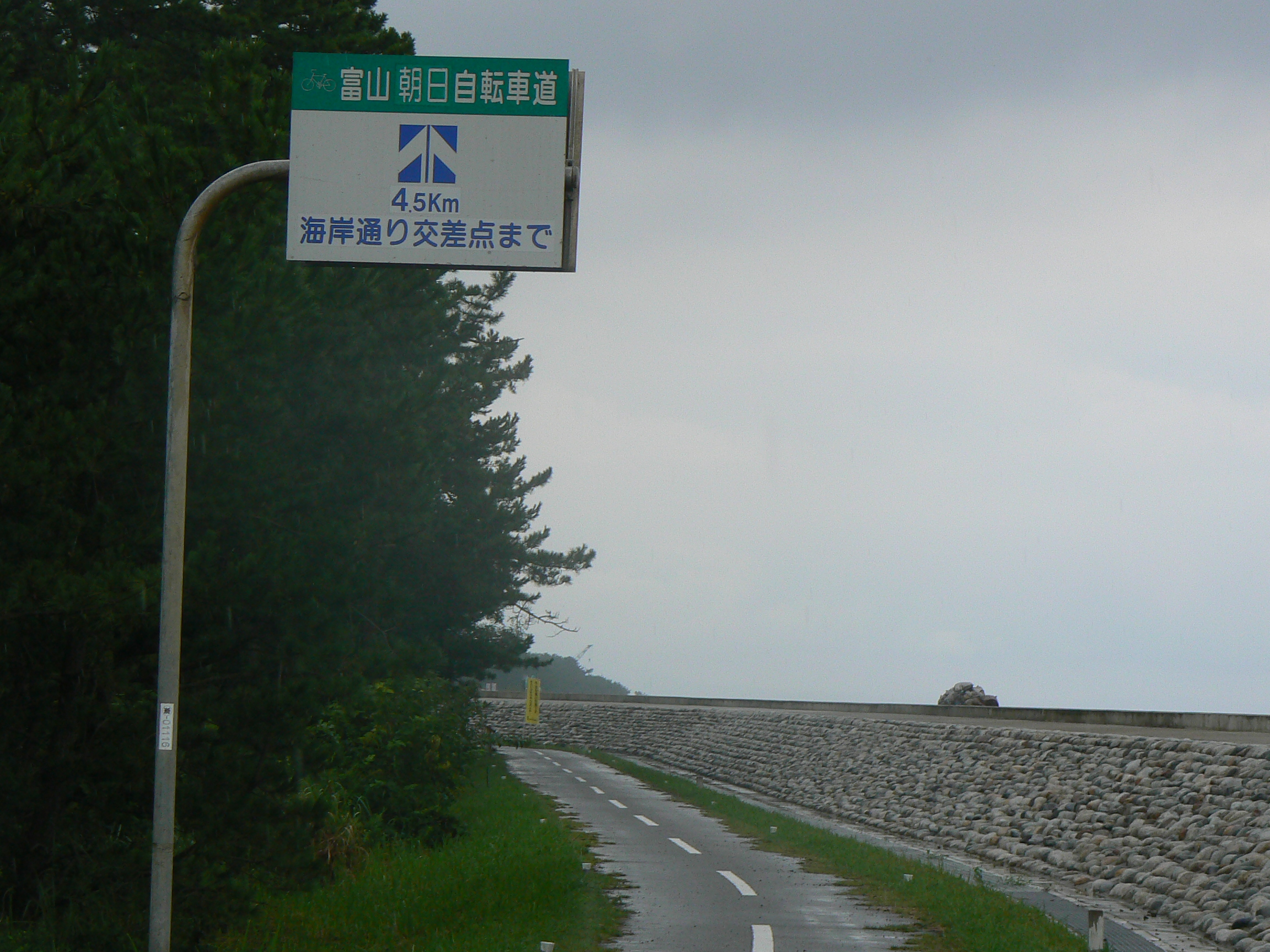
富山市水橋スタート辺り

富山県道375号富山朝日自転車道線（とやまけんどう375ごう とやまあさひじてんしゃどうせん）は、富山県富山市と朝日町を結ぶ自転車道（自転車歩行者専用道路）として整備された一般県道。神通川下り沿いに一般道を下り、河口近くから新潟県境に向かって海沿いを通る。海沿いの部分はナショナルサイクルルートに指定された富山湾岸サイクリングコースの一部として活用されている。
1988年の時点では富山魚津自転車道線、1994年の時点では富山黒部自転車道線という名称であった。

## 概要
- 起点：富山市鵯島
- 終点：朝日町宮崎
- 総延長：43.9km（計画延長 62.5km）

## 通過自治体
- 富山県
  - 富山市 - 滑川市 - 魚津市 - 黒部市 - 下新川郡入善町 - 下新川郡朝日町

## 通称・別名
- しんきろう自転車道
  - しんきろうロードと名称が似ているが、当道路と魚津市周辺をほぼ並行している別の道路である。